# A Sinfonia de Tudo Que Há
A Sinfonia de Tudo Que Há é o sétimo álbum de estúdio da banda brasileira Fresno, foi lançado digitalmente em 13 de outubro de 2016.
O álbum é o primeiro trabalho conceitual da banda: "O conceito é de enxergar o universo como uma grande canção, como se o universo fosse um disco de vinil gigante. O Big Bang é a agulha encostando no vinil e nós somos notas nessa sinfonia eterna." - Lucas Silveira, vocalista.

## Produção e Gravação
O disco foi gravado durante o ano de 2016 em segredo ao longo de diversos estúdios, como o home studio do vocalista Lucas Silveira e no disco do produtor Kassin. Houve uma mudança na equipe que acompanha a banda na gravação do disco, como a engenharia de som que ficou nas mãos da engenheira de áudio Gabi Lima e de Alexandre Kenji Peres (guitarrista da banda Gloria) e a mixagem que ficou nas mãos de Pedro Garcia da banda Wannabe Jalva. O disco teve participação especial de Caetano Veloso na faixa 'Hoje Sou Trovão'.

## Lançamento
O disco foi lançado nas plataformas digitais, como Youtube e Spotify, no dia 13 de Outubro de 2016. O primeiro single foi a música Poeira Estelar, cujo clipe foi lançado dia 7 de Novembro de 2016. O segundo single foi a música 'O Ar', lançado no dia 27 de Abril de 2017. A música já lançada anteriormente no projeto 'Visconde' do vocalista Lucas Silveira.

## Recepção
O disco foi recebido com críticas majoritariamente positivas, tendo como destaque a maturidade temática das letras e variedade sonora em comparação aos discos anteriores.  

## Faixas
Todas faixas compostas por Lucas Silveira.
| N.º | Título                                      | Duração |  |
| 1.  | "Sexto Andar"                               | 05:44   |  |
| 2.  | "Deixa Queimar"                             | 04:52   |  |
| 3.  | "Hoje Eu Sou Trovão - part. Caetano Veloso" | 04:38   |  |
| 4.  | "Poeira Estelar"                            | 04:40   |  |
| 5.  | "O Ar"                                      | 04:17   |  |
| 6.  | "Abrace Sua Sombra"                         | 04:50   |  |
| 7.  | "Astenia"                                   | 03:26   |  |
| 8.  | "A Sinfonia de Tudo Que Há"                 | 05:29   |  |
| 9.  | "Axis Mundi"                                | 05:55   |  |
| 10. | "A Maldição"                                | 04:35   |  |
| 11. | "Canção Desastrada"                         | 03:58   |  |

## Créditos
- Lucas Silveira - vocal, guitarra, baixo e teclado
- Gustavo Mantovani - guitarra;
- Thiago Guerra - bateria;
- Mario Camelo - piano e teclado.